# Smuglere i smoking
Smuglere i smoking är en norsk kriminal- och dramafilm från 1957. Den är Norges första spelfilm i färg och regisserades av Bjarne Andersen. I rollerna ses bland andra Ernst Diesen, Lauritz Falk och Carsten Byhring.

## Handling
Överstelöjtnant Brusefjær semestrar med sin båt när han upptäcker omfattande smuggling.

## Rollista
- Ernst Diesen – Bertram Brusefjær, överstelöjtnant
- Lauritz Falk – Arne Dahlin, direktör
- Carsten Byhring – Reidar Nissen, polis
- Anne-Lise Tangstad – Eva
- Unni Bernhoft – Anne
- Dan Fosse – Ola Gliset
- Pål Skjønberg – Freddie
- Grethe Kausland – Grethe
- Andreas Diesen – Bertram
- Øyvind Øyen – Dan Hyatt
- Stig Vanberg – Carl Stutz
- Ella Hval – Fru Brusefjær
- Willie Hoel – polisassistent
- Gisle Straume – chauffören
- Kari Diesen
- Rolf Kirkvaag
- Bjarne Andersen – Sander
- Erik Lassen
- Svend von Düring
- Inger Jacobsen – sångröst

## Om filmen
Smuglere i smoking bygger på Odd Bersets roman Oberstløytnant Bertram Brusefjærs udødelige bedrifter. Filmen regisserades av Bjarne Andersen och är hans andra och sista filmregi efter debuten med Roser til Monica (1956). Berset skrev filmens manus tillsammans med Per Gunnar Jonson efter en idé av Nachman Kahan. Filmen fotades av Finn Bergan och Jonson och klipptes av Jonson och Olav Engebretsen. Den hade premiär den 24 januari 1957 i Norge.